# 마개 클럽

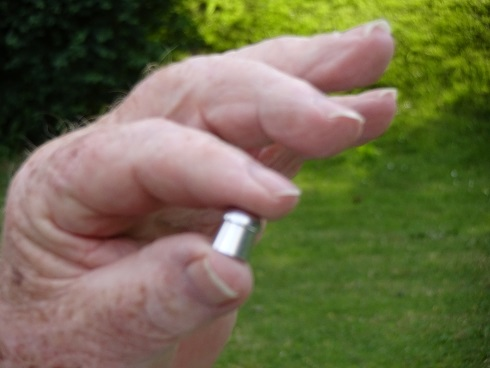
마개 클럽의 회원이 자신의 마개를 선물한다.
이 마개는 금속으로 가공 된 대략 원통형의 주문형 제품이다. 코르크 또는 고무로 만들어진 마개는 다른 마개 클럽에서 자주 사용된다.

지역 마개 클럽을 알고있는 마을.
배경에서는 거의 모든 마개 클럽이 바이에른 주에 위치해 있기 때문에 이 주가 강조 표시된다.

마개 클럽(독일어 : Stopselclub)은 소셜 클럽으로 회원은 항상 마개를 휴대해야 한다.

마개 클럽의 멤버들은 만날 때마다 상대방에게 마개를 보여주라고 요구하기도 한다. 마개를 보여줄 수 없는 회원은 작은 벌금을 내야만 한다.
이 벌금을 통해 징수 된 돈은 일반적으로 차기 클럽 회의에서 맥주를 사는데 사용된다. 20세기 중반 이래로 마개 클럽은 독일 바이에른 주의 주변에 있다. 때로는 자선 사업을 지원한다.

바이에른에는 100개가 넘는 마개 클럽이 있다.